# Salmoninae
Salmoninae es una subfamilia de peces de la familia Salmonidae, que incluye a las truchas, los salmones y los salvelinos. Muchas son especies anfídromas, que viven en unas fases de su vida en agua dulce de río y en otras etapas viven en agua salada del mar.

## Géneros
Las especies de esta subfamilia se agrupan en los siguientes siete géneros:
- Brachymystax Günther, 1866
- Hucho Günther, 1866
- Oncorhynchus Suckley, 1861
- Parahucho Vladykov, 1963
- Salmo Linnaeus, 1758
- Salvelinus Richardson, 1836
- Salvethymus Chereshnev y Skopets, 1990

Además de un género fósil:
- † Eosalmo